# Хиклинг-Брод
Хиклинг-Брод (англ. Hickling Broad, произносится как англ. Hicklun Broad) — озеро и национальный заповедник на северо-востоке Восточной Англии. С 1988 года озеро также входит в состав участка особого научного значения «Upper Thurne Broads and Marshes», и с 1994 года — в природоохранную сеть Натура 2000; также является частью водно-болотных угодий «Broadland», охраняемых Рамсарской конвенцией. Находится в верховьях бассейна реки Терн (левый приток Бьюр). Крупнейшее озеро Норфолка. Административно располагается на территории трёх общин (Катфилд, Поттер-Хейгем и Хиклинг) в юго-восточной части района Норт-Норфолк на востоке графства Норфолк.
Площадь водной поверхности составляет 141 га. Урез воды — 0 м над уровнем моря (относительно среднего уровня воды в гавани Ньюлин с 1915 по 1921 год). Мелководно, наиболее глубокие места редко превышают 6 футов (1,83 м). Крупнейший остров — Плежер (англ. Pleasure Island) имеет площадь 0,75 га.
В первой половине XX века, на протяжении 20 лет, на озере Хиклинг-Брод периодически жила и работала Эмма Тёрнер — орнитолог и пионер фотосъёмки птиц.
В начале 1970-х на озере происходили съёмки одной из сцен фильма «Посредник» режиссёра Джозефа Лоузи.